# Institut de la Llengua Regional Flamenca
Institut de la Llengua Regional Flamenca (flamenc occidental Akademie Voor Nuuze Vlaamsche Tale) és una associació creada al Flandes francès per tal de promoure l'ús del flamenc occidental al Westhoek, i que federa les associacions i els electes del districte de Dunkerque (de Dunkerque a Bailleul). Fou creada a l'empara de la Llei 1901.
Els seus objectius generals són salvaguardar, transmetre i promoure el flamenc occidental en els àmbits social, cultural i econòmic, així com obtenir del govern que pugui ser ensenyat com una llengua regional de França. L'Institut participa en experiments educatius de la llengua regional a l'Educació Nacional des de 2007. Agrupa les classes nocturnes destinades a adults. No obstant això, la responsabilitat d'aquests cursos depèn de les associacions membres.
L'Acadèmia organitza cada any un festival de música i narració, conegut com a Tale en Muuzyk Feestdagen. La primera edició se celebrà a Esquelbecq (2005), la segona a Wormhout (2006), la tercera a Cassel (2007), la quarta a Leffrinckoucke i la cinquena a Bollezeele (2009).